# Симфония № 2 (Мендельсон)
Симфония № 2 си-бемоль мажор «Хвалебный гимн» op. 52 (нем. Lobgesang) написана немецким композитором Феликсом Мендельсоном-Бартольди в 1840 году.

## Характеристика
С точки зрения образного анализа, судя по тексту кантаты и примечаниям, симфония отразила переживания автора в области веры и религии.
С точки зрения композиторской техники, симфония построена по принципу лейтмотивизма. Симфония открывается темой, которая проходит через все её части и заключает кантатный финал.

## Строение
Симфония написана в четырёх частях, последняя часть представляет собой кантату (названия даны на языке оригинала партитуры):
1. Maestoso con moto — Allegro
2. Allegretto un poco agitato
3. Adagio religioso
4. Cantata

1. Alles, was Odem hat (Allegro moderato, maestoso)
2. Saget es… Er zählen unsere Tränen (Recitativo — Allegro moderato)
3. Saget es, die ihr erlöset seid (Tempo moderato)
4. Ich harrete des Herrn (Andante)
5. Stricke des Todes… Wir riefen in der Finsternis (Allegro poco agitato —Recitativo)
6. Die Nacht ist vergangen (Allegro maestoso e molto vivace)
7. Nun danket alle Gott (Andante con moto)
8. Drum sing ich mit meinern Liede (Andante sostenuto assai)
9. Ihr Völker, bringet her dem Herrn (Allegro non troppo)

## Исполнительский состав
В исполнении, как и в знаменитой Девятой симфонии Бетховена, участвует оркестр и хор, притом по такому же принципу — в первых трёх частях звучит только оркестр, финал написан для солистов (двух сопрано, и тенора), смешанного хора и оркестра. В исполнении симфонии также участвует орган.